# جرج کاستنزا
جرج لوئیس کاستانزا (انگلیسی: George Louis Costanza) یک شخصیت خیالی در سریال کمدی موقعیت آمریکایی ساینفلد (۱۹۸۹–۱۹۹۸) است که توسط جیسون الکساندر بازی می‌شود. او مردی کوتاه قامت، کچل و دارای کمی اضافه وزن است که با کمبودهای احساسی زیادی دست و پنجه نرم می‌کند و بیشتر پیوند و دوستی‌های عاشقانه خود را به دلیل ترس از صدمه دیدن، نابود می‌کند. او همچنین کمی تنبل است و در چندین دوره‌ بیکاری خود در ساینفلد از یافتن شغل دوری می‌کند. او زمانی که کارمند است و کار می‌کند، تلاش بسیاری می‌کند تا با راه‌های مبتکرانه ای کار نکردن و از زیر کار در رفتن خود را از روسایش پنهان کند. او با شخصیت‌های اصلی سریال جری ساینفلد، کازمو کریمر و الین بنس دوست است. جرج و جری دوستان دبیرستانی بودند اگرچه در قسمت «خیانت» (فصل ۹، قسمت ۸) جورج می‌گوید: «که آن دو از کلاس چهارم با هم دوست بوده‌اند» و پس از آن با هم دوست مانده‌اند. جورج در همه قسمت‌های ساینفلد مگر قسمت «قلم» (فصل ۳، قسمت ۳) بازی می‌کند.
این شخصیت بر اساس لری دیوید یکی از دو سازنده ساینفلد است اما نام او از دوست جری ساینفلد مایکل کاستانزا گرفته شده است. پس از پایان ساینفلد جیسن الکساندر نقش جرج را در قسمتی از برنامه کمدین‌ها در ماشین‌ها قهوه می‌نوشند به همراه جری ساینفلد و وین نایت (بازیگر نقش نیومن در ساینفلد) در سال ۲۰۱۴ دوباره ایفا می‌کند.

## پیوست
1. ↑  "Ricky Gervais' Top 10 TV Sitcoms". rickygervais.com.
2. ↑  Marina Hyde (December 22, 2004). "Marina Hyde's diary". The Guardian.